# Dendrochernes mahnerti
Espèce
Dendrochernes mahnerti est une espèce de pseudoscorpions de la famille des Chernetidae.

## Distribution
Cette espèce est endémique du Xinjiang en Chine. Elle se rencontre dans le xian de Burqin.

## Description
Les femelles mesurent de 3,80 à 4,35 mm.

## Étymologie
Cette espèce est nommée en l'honneur de Volker Mahnert.

## Publication originale
- Gao & Zhang, 2020 : First report the genus Dendrochernes Beier, 1932 (Pseudoscorpiones: Chernetidae) from China, with description of a new species. Arthropoda Selecta, vol. 29, no 2, p. 229–234 (texte intégral).